# Ayensua
Ayensua L.B.Sm. é um género botânico pertencente à família Bromeliaceae, subfamília Pitcairnioideae.
Foi nomeado em homenagem a Edward Solomon Ayensu, biólogo de Gana.
O gênero é composto por uma única espécie, nativa da Venezuela.

## Espécie
- Ayensua uaipanensis (Maguire) L.B.Smith